# ذكريات (فلم 2021)
ذكريات (بالإنجليزية: Reminiscence) هو فيلم دراما خيال علمي أمريكي قادم من إخراج وتأليف ليزا جوي في أول إخراج لها.الفيلم من بطولة هيو جاكمان،ريبيكا فيرغسون،ثاندي نيوتن،دانيال وو وكليف كورتس، صدر الفيلم في الولايات المتحدة في 20 أغسطس 2021.

## روابط خارجية
- الموقع الرسمي
- مقالات تستعمل روابط فنية بلا صلة مع ويكي بيانات

لا توجد روابط لمواقع التواصل الاجتماعي.